# Projan
Projan är en kommun i departementet Gers i regionen Occitanien i sydvästra Frankrike. Kommunen ligger i kantonen Riscle som tillhör arrondissementet Mirande. År 2022 hade Projan 182 invånare.

## Befolkningsutveckling
Antalet invånare i kommunen Projan
Referens:INSEE